# レストラン
レストラン（仏: restaurant）は、客が料理を選ぶことができ、それをテーブルで提供してもらえ、その代価として料金を支払う飲食店。
元のフランス語やそれを借用した英語では、テーブルで料理を提供してくれる広範囲の飲食店を指す用語であり、ともかくテーブルで料理を提供し対価をいただく飲食店である。フレンチ・レストラン、イタリアン・レストランなどだけでなくチャイニーズ・レストラン（中華料理店）もレストランに含み、テーブルで蕎麦を提供する蕎麦屋も英語ではsoba restaurantと言い、restaurantに含んでいる。
レストランの範囲、どこからがレストランでないのかについて解説すると、レストランではなくレストランと対比されるもののひとつは、テーブルでなくカウンターで飲食物を提供する店であるバール（bar）やバー（bar）である。また、たとえば料理を選ぶことができず、食べた人（生徒）から料金をとらない学校給食もレストランでは無いものである。
一方、日本の総務省の統計では、どうしてこういう分類法になってしまったか理由や経緯は不明だが、テーブルで料理が提供されても専門料理店（蕎麦屋、ラーメン店、焼肉店、寿司屋など）はレストランに含めず、別の区分としている。これは、あくまで過去のなんらかの統計調査の都合で生まれた分類法でしかなく、百科事典の定義などに仕えるものではないので、本項では百科事典などに採用されている世界的に一般的な定義法を採用して説明する。

## 概説
飲食を提供する店は古くからあり、例えばギリシャ・ローマ時代から使われている飲食できる店を意味する語にタベルナがあるが、これは市場などに集まってきた人々に屋台に近い設備で簡単な軽食を出すものであった。
中世ヨーロッパのギルド制のもとでは飲食店も25業種に分けられ、ロスティエールではロースト料理のみ、シャルキュティエでは豚料理のみなどギルドの種類ごとに決まった料理しか提供することが認められず、トレトゥールと呼ばれた仕出し屋のみが日替わりの料理を提供できた。また、中世ヨーロッパでの飲食店や宿屋での食事の提供は大テーブルを客が囲み大皿から料理を取り分けて食べる方式であった。
レストランはフランス語に由来し、その起源については諸説あるが、フランス語のレストレ（restaurer）から来ている。レストランの語が用いられるようになったのは、18世紀に都会に働きにきた人たちなどに体調を回復できるよう消化に良い食べ物を提供するようになったことが由来になっている。レストランでの食事の提供の特徴は、客ごとに個別のテーブルを用意したこと、客が体調に応じてメニューから料理を選択できるようにしたこと、それぞれの料理の価格を明記したことなどが挙げられる
レストランは国際標準産業分類（ISIC）ではサービス業としてホテルと同じ区分になっている。また、日本標準産業分類では「小分類7611-食堂、レストラン（専門料理店を除く）」に分類されており「主として主食となる各種の料理品をその場所で飲食させる事業所」と定義されている。

## 歴史

### ヨーロッパ、地中海沿岸

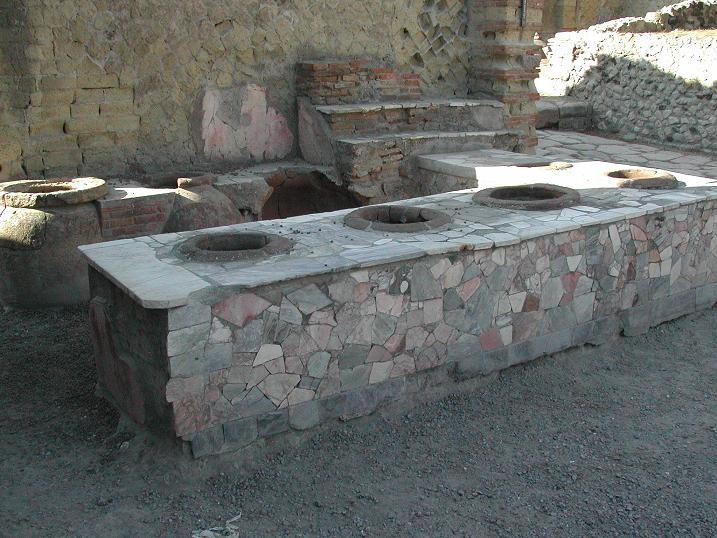
テルモポリウム

古代ギリシャ・ローマ世界にはテルモポリウム、すなわち「温かい食物を提供する場所」という名で呼ばれていた飲食店があった。
ヘルクラネウムの遺跡には甕や大鍋をはめ込んだ石造りのカウンターを備えた飲食店が残されている。ポンペイ（紀元前5世紀頃 - 紀元後の79年）の遺跡にもカウンターを備えた飲食店が残り、瓶などの容器に残された成分の分析により、豚肉、魚、牛肉、エスカルゴの料理が提供されていたことが判っており、カウンター前面の絵がメニューだとすると鶏肉料理も提供していた可能性がある。

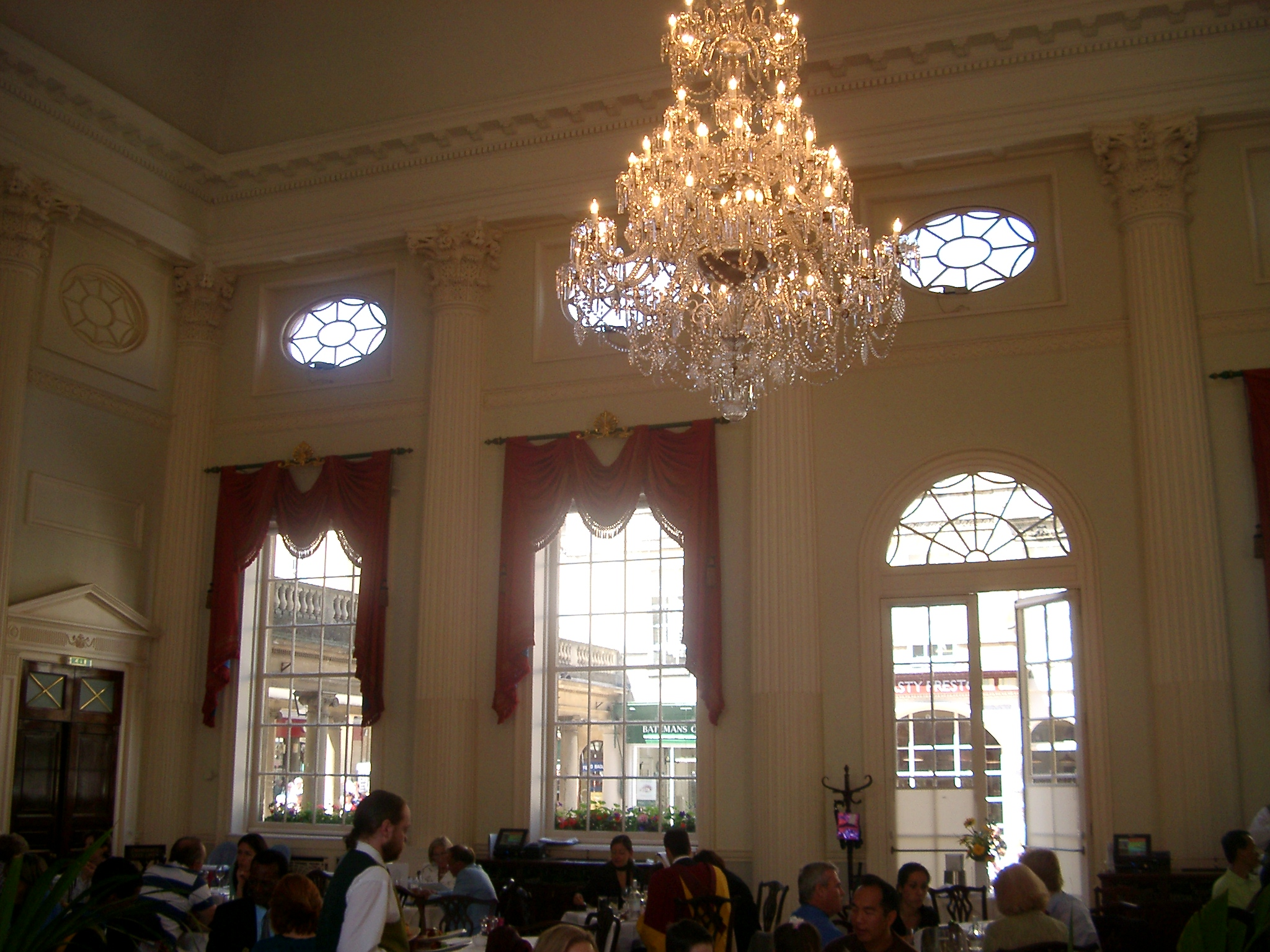
バースのレストラン

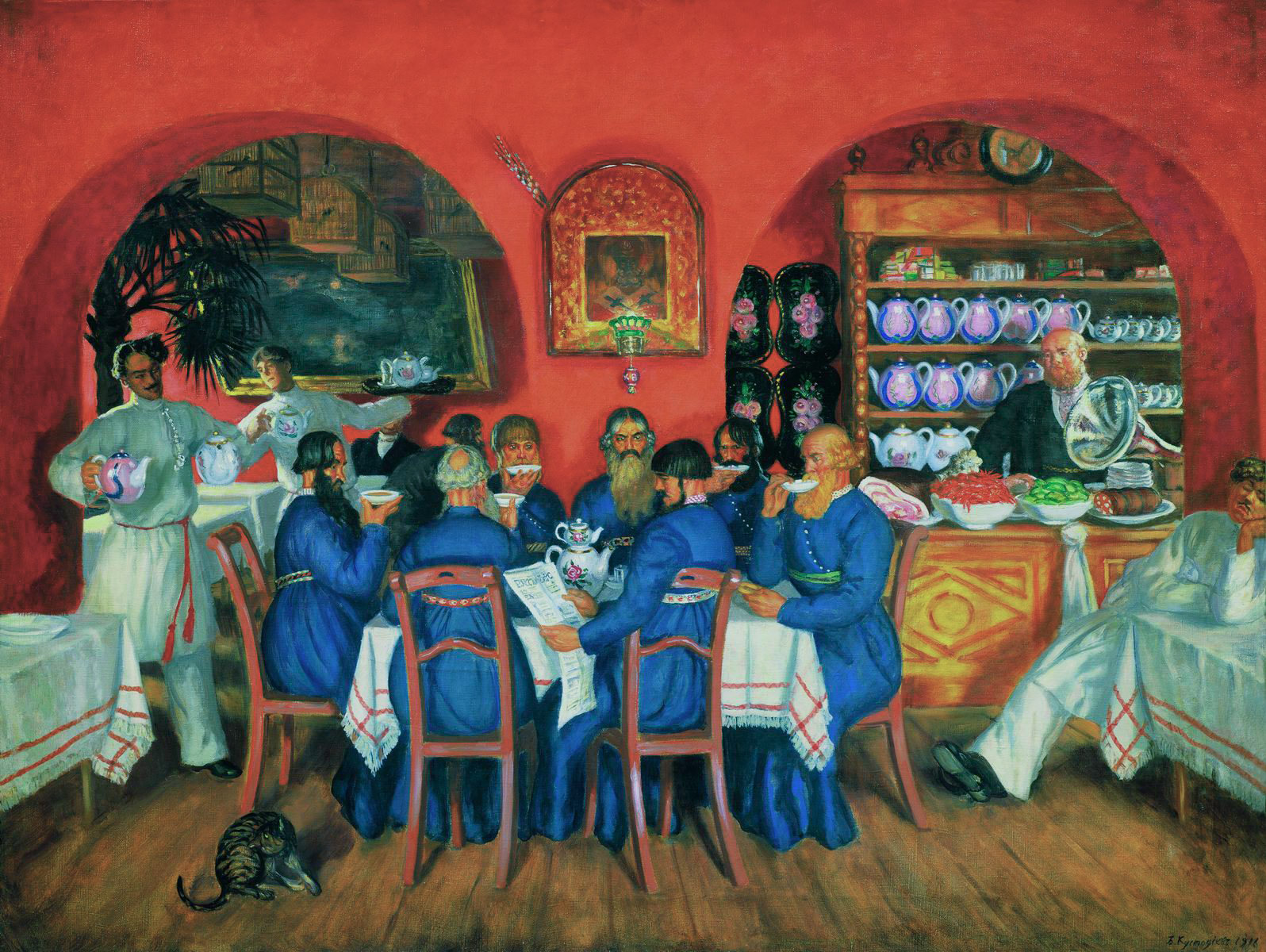
ボリス・クストーディエフ：『モスクワのレストラン』（1916年）

西洋では古代から、宿屋が料理を提供していた。宿屋は旅行者向けの施設であり、一般に地域住民が食事をすることはほとんどなかった。
ザルツブルクのシュティフツケラー・ザンクト・ペーターは、カール大帝の時代、803年の創業であり「現存するレストランとしては世界最古だ」と主張している。
中世イスラム世界のレストラン
中世のイスラーム世界は、地中海沿岸の広域に広がっていたわけだが、イスラーム世界には「全ての種類の料理を注文できるレストラン」があった。これらのレストランについて、ムカッダスィー  (Al-Muqaddasi)  が10世紀後半に言及した。
中世イスラム世界のスペインのレストランでは、3つのコースの食事が供された。これは9世紀にシルヤブ  (Ziryab)  により早期に導入されたものであり食事はスープ、メインコース、およびデザートの3つの独立したコースとすることが主張された。
18世紀
レストラン（フランス語で「回復させる」を意味する動詞 restaurer の現在分詞 restaurant が語源）という言葉は16世紀に現れ「回復する食事」を意味し、特に栄養に富み強く風味付けされたスープであったが、この語が最初に食事店に使われたのは1765年頃にブーランジェが創業したパリのエスタミネであった。ギルドの規則から煮込み料理は出せない代わりに、鶏や卵を使った料理やレストランを食べさせた。その後、似たような店が多数出現し、そうした店はレストラトゥールと呼ばれた。
18世紀になると、特定の料理が客から注文されこの注文に従って調理するような食事を供するレストランが各都市に現れた。ギネス・ワールド・レコーズによると現存する最古のレストランは1725年に開業した、スペイン、マドリードのボティン  (Sobrino de Botín)  である。ロンドンでは1798年にルールズが創業した。
標準となった形態（固定した営業時間中に客が個々のテーブルの一人分の場所に座り、メニューから料理を選ぶ）を持った最初のレストランは「Grand Taverne de Londres」（ロンドンの偉大な居酒屋）であり、1782年にアントワーヌ・ボーヴィリエにより創業された。彼は代表的料理作家、料理学の権威であり、成功した料理店主として名声を得た。また、標準的な料理本となった『料理人の技術』（L'Art du cuisinier、1814年）を著した。
フランス革命により料理ギルドが解体され、素晴らしい料理を作る技能を持つ使用人達を残して貴族が逃れたことでその後のフランスでレストランが普通のものとなった。一方同時に多くの地方人が、料理をしてくれる家族を残してパリに集まった。レストランはこれらの双方を呼び集める手段であった。そして、外食というフランスの伝統が生まれた。
19世紀のパリで最も有名であるとブリタニカが説明したレストランは、イタリアン大通りのカフェ・アングレ（イギリスのカフェ）である。「イギリス」がレストランの命名に使用されパリ市民がロンドン、イギリス、そしてイギリス人に対して明白に持つ高い敬意が表されている。
19世紀になってもパリ以外ではレストランは流行せず、イギリスの旅行ガイドブックにはパリに行ったときはレストランで食事することをすすめる内容が掲載されていたという。レストランが世界的に広まるのは19世紀中頃のことである。

### アメリカ

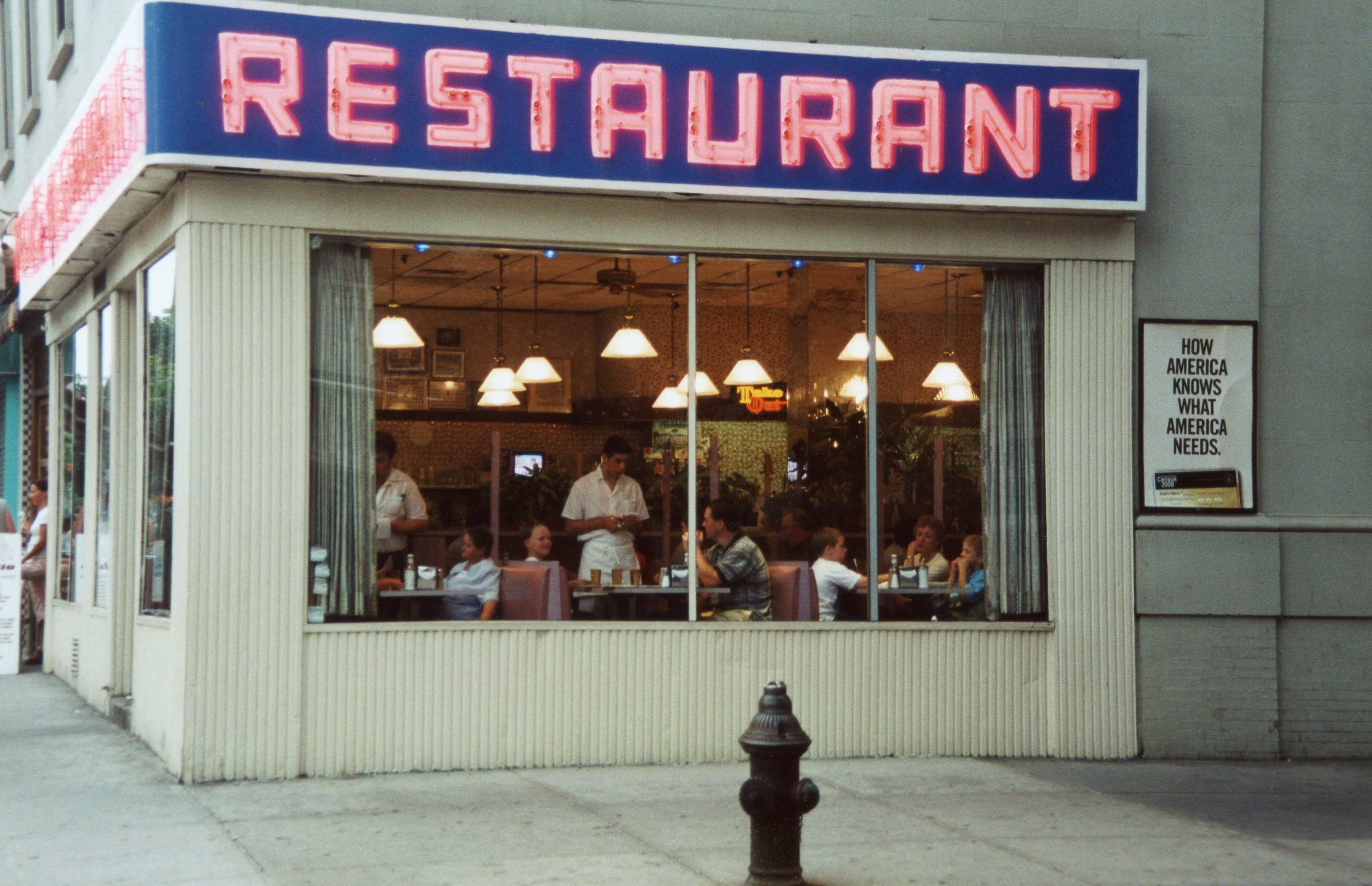
ニューヨークのトムズ・レストラン。スザンヌ・ヴェガの歌「Tom's Diner」に歌われ、テレビドラマ、『となりのサインフェルド』に「Monk's」として登場する。

英語圏の北米などにおいては料理・飲料類を提供する業種を指す名称として"restaurant"の言葉が使用され、西洋料理以外の店鋪でも"restaurant"と称する。
アメリカ合衆国では1794年にボストンでレストランが開店した（Jullien's Restarator）。しかしながら多くは共有の料理のテーブルを供して客がそれを自分で取って食べる形式（Service à la française、一般に「ファミリースタイル」レストランと呼ばれる）であり、より早く食べることを薦めるものであった。別の食事のフォーマルな形式はウェイターがテーブルの周りを料理の大皿を運ぶもので、Service à la russeとして知られている。この時間差フルコースは1810年に帝政ロシアの皇太子に仕えた政治家・外交官アレクサンドル・クラーキンによりフランスに紹介されたと言われる。これが急速にイギリスを越えて広まった。食事が既に配置されている皿が客に供される普通のパターンのサービスはアメリカ由来でないことは確かであるが、「アメリカン・サービス」と呼ばれている。

### 中国

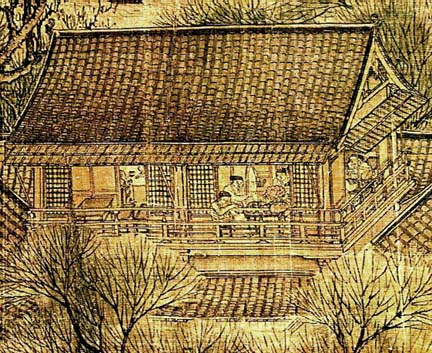
A 宋の茶屋、張択端作『清明上河図』より

食事のサービスを行う店は、宋前期の中国の北の首都である開封で11世紀以降から知られていた。100万人以上の人口、歓待の文化により、開封ではレストラン発展の機が熟していた。旅行者向けの茶屋と居酒屋が発展し、開封のレストランは中国の他地域からの人びとを受け入れると同時に地域住民向けの産業として発展したと考えられる。スティーブン・H・ウェストはレストラン事業の発展と宋で急拡大した中産階級商人に供された演劇舞台、賭博、および売春の施設に密接な関係があると論じている。
レストランは料理、価格帯、および宗教用件の様々な形式を供した。一軒のレストランでさえ多くの選択が可能であり、メニューから料理を選んで注文した。1275年以降の宋後期の首都、杭州について以下のように記述されている。
杭州の人々を喜ばせることは非常に難しい。四方八方から何百もの注文が行われる。ある人は温かい料理、別の人は冷たい料理、もう1人は微温の料理、4人目は冷却された料理を注文する。ある人は調理した料理、別の人は生の料理、別の人は焙った料理、別の者は焼いた料理を注文する。
杭州のレストランはまた1120年の女真の侵攻から逃れた北宋の人々の多くに利用され、多くのレストランが開封からの移民によって、経営されていたことが知られている。
女真に支配された金の時代、1153年に開封で開業した馬豫興桶子鶏  (Ma Yu Ching's Bucket Chicken House)  は、当時から現在まで変わらず経営しているとされる（連続した営業を証明する資料は存在せず、単に名前を頂いただけという可能性もある）。

### 日本

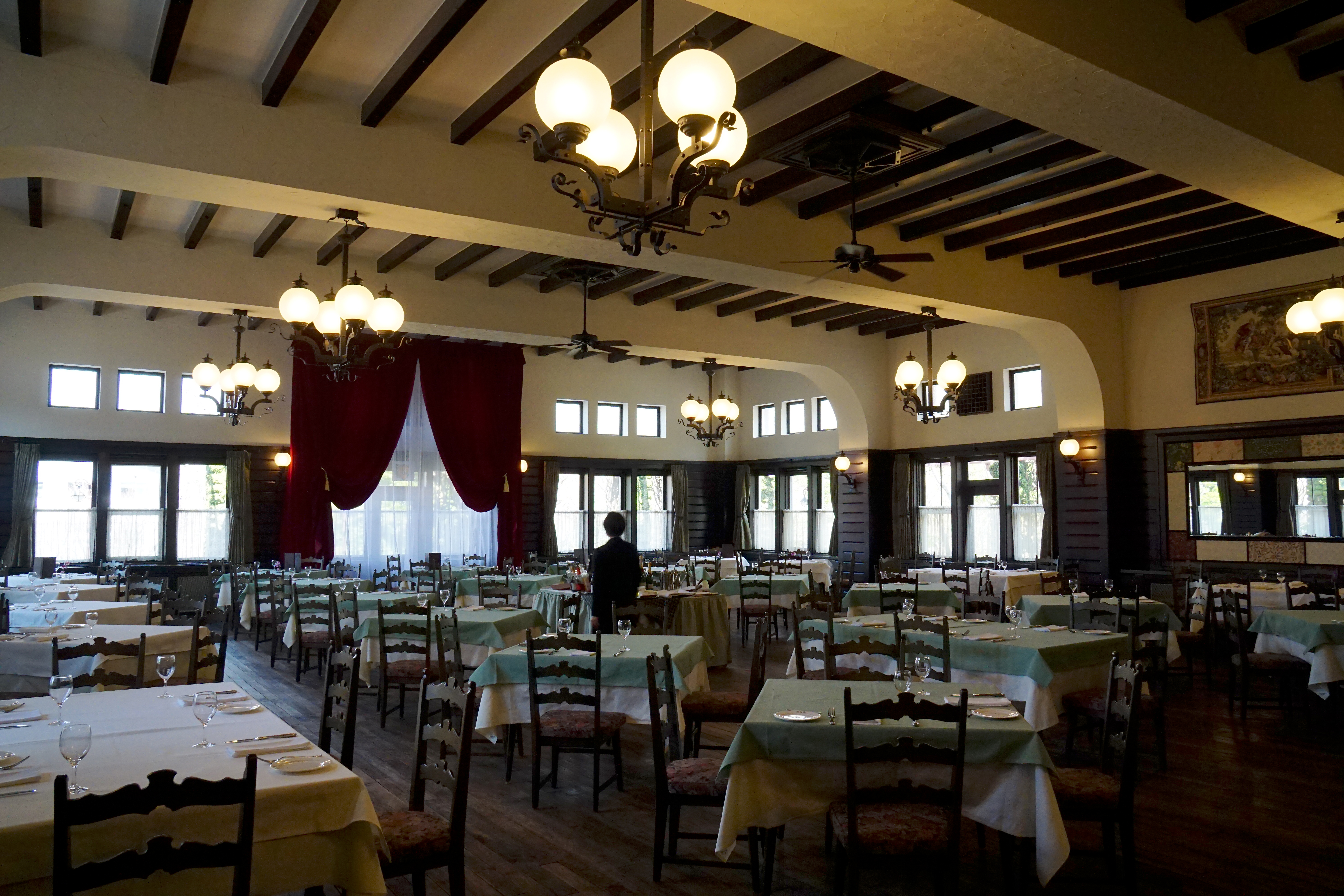
昭和初期創業の雲仙観光ホテルのレストラン

日本では明治時代から昭和初期にかけて高級ホテルが開業し、集客の目玉として各国の料理を提供する西洋料理レストランが日本に導入された。以降、日本の食材と西洋料理の技法と掛け合わせた料理法が開発され日本独自にアレンジされた「洋食」を提供する場として「レストラン」が各地に作られていった。また、洋風の店舗で和食を提供する料理店は「和風レストラン」と名乗ったり、様々な個性的なレストランが増えている。

## 種類

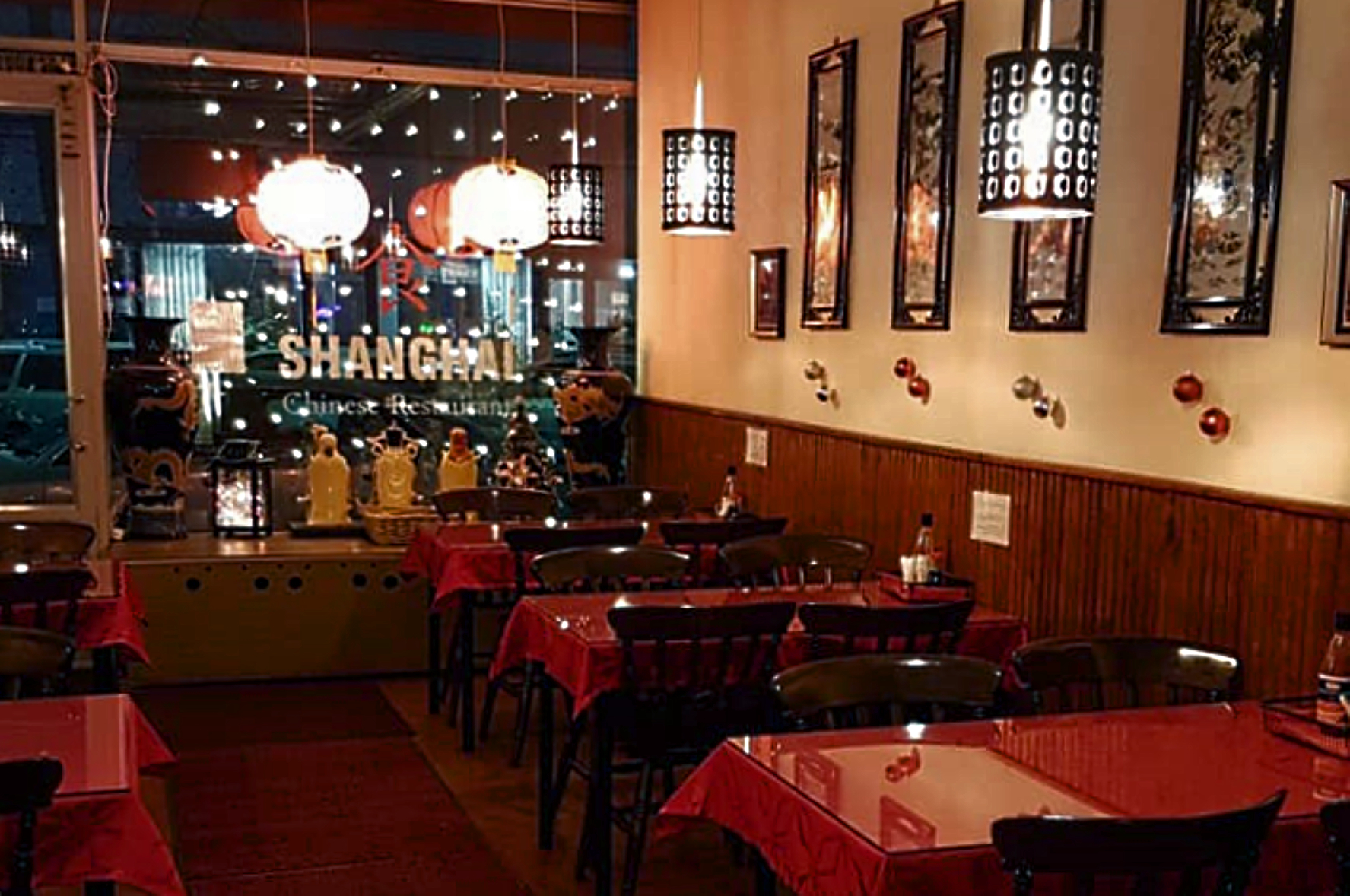
フィンランドのタンペレにある中華料理店。

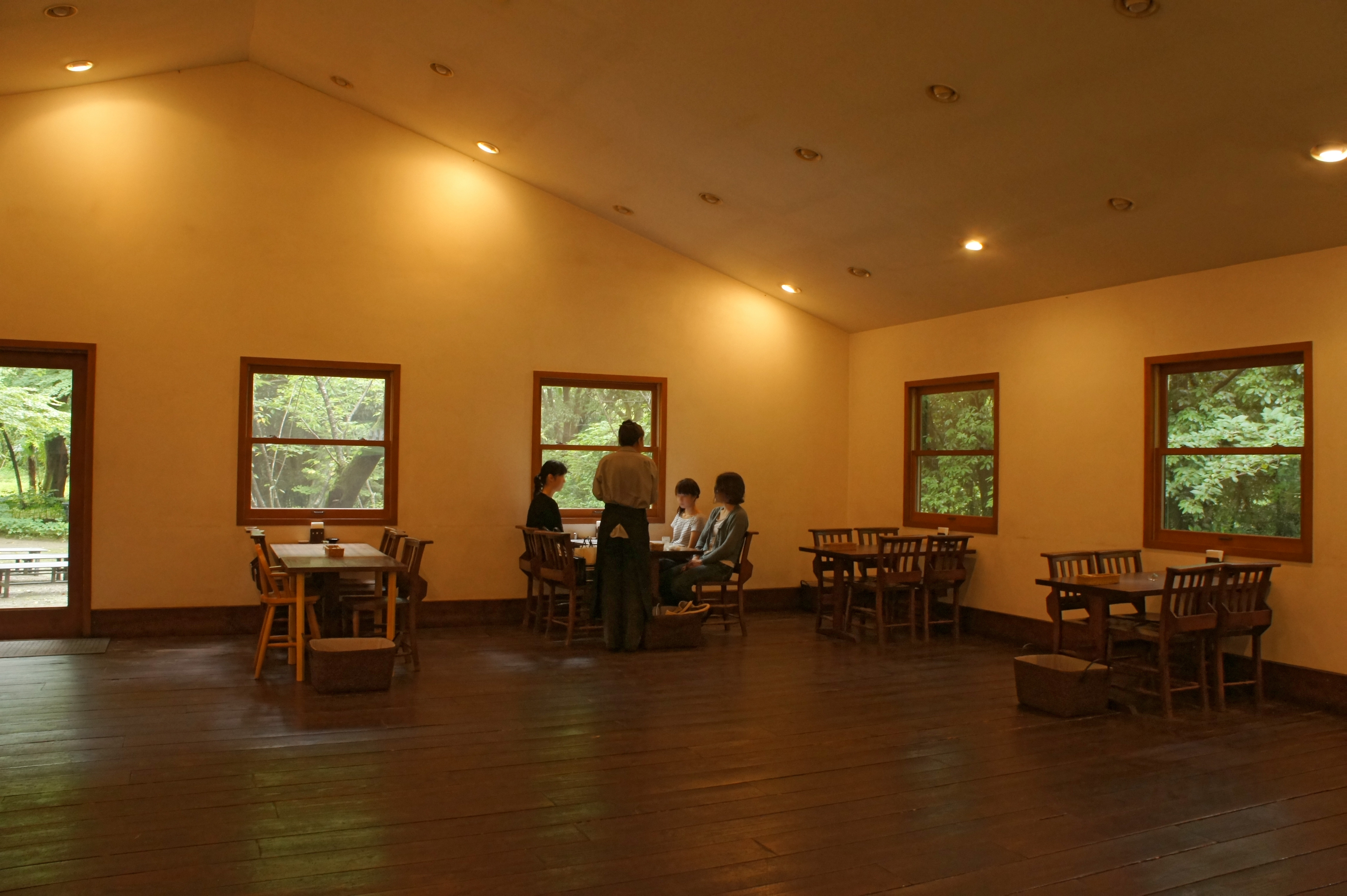
一軒家のイタリアンレストラン（日本）

レストランは多様であり、普段の昼食や職場の近くの食事場所など普通の環境での安価で質素な料理を提供する店から、フォーマルな環境で洗練された料理とワインが供される高価な料理店まで幅広い。
レストランは特定の種類の料理の専門店である場合もあるし、統一したテーマの料理を提供することもある。例えばシーフードレストラン、ベジタリアンレストラン、エスニックレストランがある。
欧米のレストラン（特に高級店）では、子供の入店を禁じている。ファミリーレストランは、子供の入店を禁じないカジュアルな店という事で、特にこのようにネーミングされたのが由来である。

### 形式による業態区分
クイックサービスレストラン、カジュアルダイニングレストラン、ダイニングレストランといった分類がある。
- クイックサービスレストラン
  - ファーストフードにおけるレストランをクイックサービスレストランという[15]。
- カジュアルダイニングレストラン
  - 中間的な形態で北米ではクイックサービスレストランとともに特に人気がある[15]。
- ダイニングレストラン
  - フォーマルな形式のレストランをダイニングレストランという[15]。

特に高級レストランは「グランメゾン」と呼ばれる。

### 日本の統計上の区分
農林水産省「外食産業に関する基本調査結果」の業態区分では、ファーストフード、ファミリーレストラン、カジュアルレストラン、ディナーレストラン、その他（喫茶店など）に分類している。
- ファーストフード
  - 来客1人あたりの消費金額が700円未満で料理提供時間がおおよそ3分未満のもの[16]。
- ファミリーレストラン
  - 来客1人あたりの消費金額が700円以上1500円未満で料理提供時間がおおよそ3分から10分のもの[16]。
- カジュアルレストラン
  - 来客1人あたりの消費金額が1500円以上2000円未満で料理提供時間がおおよそ3分から10分のもの[16]。
- ディナーレストラン
  - 来客1人あたりの消費金額が2000円以上で料理提供時間がおおよそ10分以上のもの[16]。

ファミリーレストランは、一般的にはチェーンストアとして展開している、家族連れを主な対象としている、メニューに和洋中の料理を広く含むといった特徴があるものをいう。旧商業統計には、ファミリーレストランの定義について客単価が500円～2000円、料理提供時間が3分以上で、客席は80席以上あることという定義があった。旧商業統計の分類によるとファミリーレストランは客単価はディナーレストランよりも低いがファーストフードよりは高く、ファーストフードよりも料理提供時間が長いものをいい、ファミリーレストランはカジュアルレストランとほぼ同じものをいうとされていた。

## レストランと法規

### 米国の法規
油と動物性油脂の論争のため米国のレストランは油が動物性油脂なしであるか、あるいは含まれることをメニューに記述することが合衆国法で定められている。またある料理に同じ油と動物性油脂を揚げ物等に使用するレストランについて、ある物質や料理の他の成分のアレルギー反応に関するケースによる話もある。ほとんどのレストランは法によりこれを強制されることはないが、メニューに記載する必要がある。
地域の慣習および制度により、レストランが酒を供することができるか否かが決定される。レストランでは、食事なしで酒を販売することがアルコール販売法で禁じられる。このような販売はバーの業務と考えられ、バーにはより厳しい制限がある。レストランには、酒の販売の認可（「完全認可」）と客によるアルコールの「持ち込み」（BYOまたはBYOB）の許可がある。ある場所ではレストランの認可はビール販売、またはワインとビールの制限がされることがある。

### 日本の法規
日本の法規では「レストラン」は、食品衛生法第3条でいう「食品等事業者（食品もしくは添加物を採取し、製造し、輸入し、加工し、調理し、貯蔵し、運搬し、もしくは販売することもしくは器具もしくは容器包装を製造し、輸入し、もしくは販売することを営む人もしくは法人または学校、病院その他の施設において継続的に不特定もしくは多数の者に食品を供与する人もしくは法人をいう。）」にあたる。
営業をするためには同法第52条の規定により、都道府県知事の許可（窓口は保健所）を受けなければならない。

## レストラン・ガイド

### 書籍
レストランガイドはレストランをレビューし、格付けまたは客向けの情報（料理の種類、アクセシビリティ、設備等）を提供する。12世紀の杭州（上記の最初のレストランの場所）では、地域のレストランと料理の質についての地域客の意見を一覧する看板が街の広場に掲示されていた。現在、レストランのレビューはより文明的な方法で行われる。西ヨーロッパで有名な現代のガイドのひとつは、ミシュランの一連のガイドである。料理に高い評価が認められたレストランに、1つから3つの星が与えられる。
アメリカ合衆国では、『モービル・トラベルガイド』と『AAA（全米自動車協会）』が同様に1から5の星（モービル）またはダイアモンド（AAA）の評価でレストランを格付けする。3、4、および5星/ダイアモンドの格付けはミシュランの1、2、および3星の格付けに該当し1および2星の格付けはよりカジュアルな食事場所を示す。ミシュランは、アメリカ合衆国で初のニューヨーク市ガイドを2005年に発行した。ザガット・サーベイは個人のコメント集で人気があるが、「公式の」批判的査定は記載しない。オーストラリアの新聞社フェアフォックスグループが発行する『グッド・フード・ガイド』は、オーストラリアで最も良い食事場所を一覧するガイドである。傑出するレストランに、1から3のシェフ帽が与えられる。『グッド・フード・ガイド』はまたバー、カフェ、およびプロバイダも組み込んでいる。オーストラリアにはまたもうひとつのレストラン・ガイドである『グッド・レストラン・ガイド』があり一般客が経験したレストランのレビュー、場所の案内と詳細な連絡先を提供する。誰でもレビューを出すことができる。
ほとんどすべてのアメリカの新聞はレストラン評論家を雇って、新聞を販売する都市のオンライン食事ガイドを発行している。出版された標準的なガイドに対しレストランへの徹底的で考え深いレビューと評判を記載する新聞も幾つかあるが、他は一覧サービスを提供している。

### オンライン
最近のインターネット・サイトでは、食事評論家のレビューと一般による人気レビューの両方を提供している。これらは成長分野で市場は未成熟である。どのサイトもまだ市場の優位性も批判的なサポートも得ることができていない。Zagat.com、chowhound.com、およびFodors.com等、幾つかは牽引力を有するサイトもある。ブロガーと検索エンジンにより主要な競争が行われる。これは検索エンジンが大量の静的なウェブサイトよりも活発なブロガーを好むためである。
ユニークなサイトにMenuism.comがある。ここではレストランよりも料理をレビューする。これらサイトの多くは、割引券と地図を提供する。

## 統計

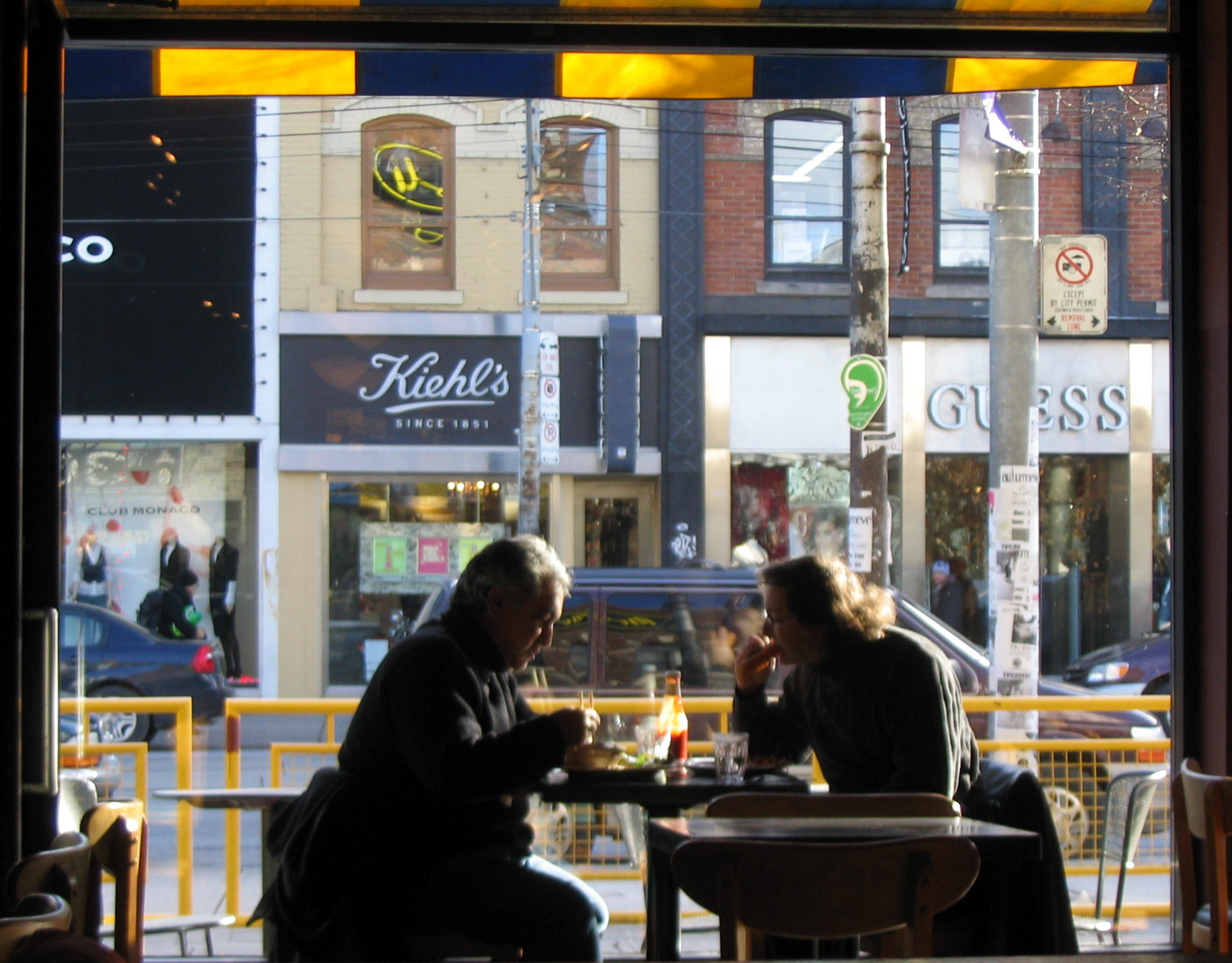
レストランでの昼食

### 米国
Barnes Reports社による『2006 U.S. Industry & Market Outlook』によると2006年現在、およそ215,000のフルサービスレストランがアメリカ合衆国にあり、298億ドルを売上げ、250,000の限定サービス（ファストフード）レストランが260億ドルを売り上げている。